# Catherine Gordeladze
Catherine Gordeladze, auch Catherine Gordeladze-Becker (georgisch ეკატერინე გორდელაძე, Ekaterine Gordeladse; * 31. Mai 1971 in Tiflis, Georgische SSR) ist eine deutsch-georgische Pianistin und Hochschullehrerin.

## Leben und Wirken

### Ausbildung
Catherine Gordeladze erhielt mit sechs Jahren ihren ersten Klavierunterricht an der Zentralen Musikschule für hochbegabte Kinder in Tiflis, Georgien bei Neli Gatschetschiladse. Sie studierte am Konservatorium Tiflis bei Nodar Gabunia. In Deutschland setzte sie ihre Studien an der Musikhochschule Frankfurt am Main bei Bernhard Wetz und Rainer Hoffmann sowie an der Hochschule für Musik Franz Liszt Weimar bei Rolf-Dieter Arens fort und schloss ihre Ausbildung mit verschiedenen Auszeichnungen und Konzertexamen ab. Parallel zu ihrem Studium absolvierte sie Meisterkurse bei u. a. Alexis Weissenberg, Paul Badura-Skoda, Bernd Glemser, Konstantin Scherbakow, Wladimir Krainew, Irina Lein-Edelstein und Rudolf Kehrer. Sie erhielt verschiedene Stipendien, zum Beispiel der Konrad-Adenauer-Stiftung sowie Projektstipendien der Hessischen Kulturstiftung oder des Deutschen Musikrates.

### Musikalische Laufbahn
Gordeladze galt als Wunderkind und hatte bereits mit sieben Jahren ihren ersten Orchesterauftritt, mit zehn Jahren gab sie ihren ersten Klavierabend. Ein Jahr später spielte sie mit der Georgischen Philharmonie das 3. Klavierkonzert von Beethoven. Mit elf Jahren nahm sie in Anwesenheit des früheren georgischen Präsidenten Eduard Schewardnadse an einem Galakonzert in der Tifliser Oper teil, das vom Fernsehen direkt in die ehemalige Sowjetunion ausgestrahlt wurde.
Als Solistin konzertierte Gordeladze zum Beispiel mit dem Georgischen Staatsorchester, dem Mainzer Staatsorchester, den Dortmunder Philharmonikern, dem Südwestdeutschen Kammerorchester Pforzheim und dem Philharmonischen Orchester des Landestheaters Coburg. Dabei trat sie unter anderem in der Philharmonie im Gasteig, im Brahms-Foyer der Laeiszhalle, im Hessischen Rundfunk, im Kurhaus Wiesbaden, bei den Bendestorfer Klaviertagen, bei den Bad Homburger Schlosskonzerten, in der Hugenottenhalle Neu-Isenburg, in der Rheingoldhalle Mainz, im Liszt Salon in der Altenburg, im Chopin Haus Valdemossa (Mallorca), beim Festival Piano Engelberg in der Schweiz, bei der Internationalen Klavierakademie am Comer See oder in St. Martin-in-the-Fields in London auf.
Kammermusikalisch arbeitete sie unter anderem mit David Garrett, Daniel Rhön und Daniel Müller-Schott zusammen.
Es liegen mehrere CD-Veröffentlichungen vor. Rundfunk- und Fernsehaufnahmen erfolgten in Georgien, Deutschland, England, der Schweiz, der ehemaligen Sowjetunion, Tschechien, USA, Mexiko, Neuseeland, Australien und Hong Kong.

### Lehrtätigkeit
Gordeladze ist seit 2004 Lehrbeauftragte für Klavier und Korrepetition an der Musikhochschule Frankfurt am Main und unterrichtet seit 2019 als Dozentin im Hauptfach Klavier an der Kalaidos Fachhochschule Zürich. Außerdem leitet sie Meisterkurse an der Internationale Musikakademie Sankt Goar und wirkt als Jury-Mitglied bei verschiedenen Musikwettbewerben.

### Soziales Engagement
Gordeladze engagiert sich unter anderem im Rahmen von Benefizkonzerten sowie bei der Initiative Rhapsody in School.

## Auszeichnungen
- 1987: Staatlicher Wettbewerb für junge Talente Tiflis, 1. Preis
- 1999: Chopin Klavierwettbewerb Darmstadt, 3. Preis[13]
- 2002: IV. Internationalen Musikfest Dietzenbach, 1. Preis (Förderpreis)
- 2002: Ehrenpreis und Medaille der französischen Légion d’Honneur
- 2005: Bruno-Heck-Preis der Konrad-Adenauer-Stiftung
- 2014: Silber- und Bronze-Medaille für die CD „American Rhapsody“ der Global Music Awards, USA[14]
- 2017: Auszeichnung der Stadt Frankfurt am Main als „Herausragende Persönlichkeit mit Migrationshintergrund“ durch Peter Feldmann in der Frankfurter Paulskirche[6]

## Diskografie
- Hommage á Haydn. Klaviersonaten von Joseph Haydn (Ars Musici und hr2-kultur; 2007)
- Nikolai Kapustin: Eight Concert Etudes, 24 Preludes in Jazz Style. (Naxos und hr2-kultur; 2011)
- American Rhapsody. Werke von Gottschalk, Barber, Wild, Gershwin (Antes Edition und hr2-kultur; 2014)
- Dance Fantasies. Werke von Rameau, Czerny, Chopin, Rachmaninow, Godowsky, Cziffra, Ravel (Antes Edition und hr2-kultur; 2017)
- Caprice Brillant. Werke von Bach, Beethoven, Mendelssohn Bartholdy, Liszt, Jaell, Moszkowski, Godowsky, Kapustin.  (Antes Edition und hr2-kultur; 2020)
- La Ricordanza. Werke von Czerny, Liszt, Tausig, Weissenberg, Wild (Antes Edition und hr2-kultur; 2022)